# Magatzem cooperatiu GEPA
El GEPA, acrònim de Garantia d'Espai per a la Preservació de l'Accés, és un magatzem cooperatiu destinat a conservar i preservar els documents de baix ús, garantint la seva preservació futura i la seva accessibilitat immediata quan alguna biblioteca ho requereixi. El GEPA funciona sota un model mixt, amb el 80 % de l'espai sota un règim cooperatiu i el restant destinat a la documentació en règim d'ús propi.
Aquest servei de dipòsit cooperatiu s'adreça a totes les biblioteques membres del Consorci de Biblioteques Universitàries de Catalunya (CSUC), a més d'altres que siguin aprovades pels òrgans gestors.
El GEPA es troba en un edifici situat al turó de Gardeny de Lleida, just a l'entrada a la ciutat per la N-II (pont nou). Aquest edifici, antiga caserna militar, és el tercer en forma d'H des de l'entrada al recinte de l'antic complex militar.

## Objectius
Els objectius del GEPA són:
- Guardar i conservar documents de baix ús, garantint la seva accessibilitat futura per a quan es necessitin.
- Convertir espais destinats a llibres en espai per als usuaris de les biblioteques i
- Fer-ho conjuntament, estalviant en espai i despeses.

## Estructura i funcionament
Els documents que conté el dipòsit GEPA són aquells no fonamentals per a la institució, com ara els exemplars duplicats, els fons amb escàs ús, o altres documents que es creu que algun dia poden ser d'utilitat o que cal conservar-ne una còpia.
Els documents emmagatzemats al GEPA gaudeixen d'unes condicions climàtiques i de seguretat adequades. Es garanteix la conservació dels fons i la seva accessibilitat futura. A més aquests documents es guarden maximitzant la capacitat d'emmagatzematge de l'equipament.
Els fons que s'hi envien es poden consultar a través del catàleg local o bé del catàleg col·lectiu, amb l'enviament de còpies electròniques o fotocòpies, i accedint als originals al GEPA o mitjançant les biblioteques.
L'accés als documents es fa mitjançant la consulta del fons del GEPA a través dels punts d'informació de les biblioteques. Les sol·licituds es tramiten en un termini de 24 hores des de la seva recepció i es pot fer de forma personal a les instal·lacions del mateix GEPA.